# Karmosinastrild
Karmosinastrild (Pyrenestes sanguineus) är en fågel i familjen astrilder inom ordningen tättingar.

## Utseende och läte
Karmosinastrild är en brun fink med kraftig näbb och lysande rött på övergump, stjärt och huvud från strupe till nacke. Huvan är mer utbredd hos hanen än hos honan och sträcker sig längre ner utmed flankerna. Ungfågeln är mer färglös än den adulta. Hane svartbukig astrild skiljer sig från karmosinastrilden genom svart, ej brunt, på rygg och buk. Honor och ungfåglar är i stort sett identiska, men överlappar enbart i östra Elfenbenskusten. Sången består av en varierad serie med sträca ljud och visslingar, medan lätet är ett gällt "tsut... tsut".

## Utbredning och systematik
Fågeln förekommer från Senegal och Gambia till södra Mali, Sierra Leone, Liberia och Elfenbenskusten. Den behandlas som monotypisk, det vill säga att den inte delas in i några underarter.

## Levnadssätt
Karominastrild hittas i sumpskog, buskmarker nära bäckar och snår intill vatten i både ursprunglig och uppväxande skog. Den ses även ibland i jordbruksbygd. Arten är skygg och ovanlig och uppträder i par.

## Status
Arten har ett stort utbredningsområde och beståndet anses vara stabilt. Internationella naturvårdsunionen IUCN listar den därför som livskraftig (LC).